# Zwekabin Taung
Zwekabin Taung är en kulle i Myanmar.   Den ligger i regionen Karen, i den södra delen av landet, 400 km söder om huvudstaden Naypyidaw. Toppen på Zwekabin Taung är 722 meter över havet.
Terrängen runt Zwekabin Taung är platt åt nordväst, men åt sydost är den kuperad. Zwekabin Taung är den högsta punkten i trakten. Runt Zwekabin Taung är det ganska tätbefolkat, med 155 invånare per kvadratkilometer. Närmaste större samhälle är Hpa-an, 8,2 km nordväst om Zwekabin Taung. Omgivningarna runt Zwekabin Taung är en mosaik av jordbruksmark och naturlig växtlighet.